# Frederik Gottschalk von Haxthausen
Frederik Gottschalk von Haxthausen (Kopenhagen, 14 juli 1750 - Oslo, 6 juli 1825) was een Noors politicus en militair van Deense origine. Hij diende als eerste minister en minister van Financiën in de Noorse regering van koning Christiaan Frederik.

## Biografie
Frederik Gottschalk von Haxthausen stamde uit een oude Westfaalse adellijke familie. Hij werd geboren als de zoon Frederik Gottschalck Maximilian von Haxthausen en Juliana Dorothea von Eldern. Hij ging al op jonge leeftijd in het leger dienen en werd al op zesjarige leeftijd kadet en op 21-jarige leeftijd werd hij benoemd tot luitenant. Twee jaar later kwam hij voor het eerst in Noorwegen als eerste luitenant van het  Søndenfjeldske regiment.
Tussen 1806 en 1814 was hij de commandant van de vesting Akershus. Von Haxthausen had een grote invloed op prins Christiaan Frederik en in maart 1814 ging hij ook deel uitmaken van de interim regering van Noorwegen en op 19 mei van dat jaar werd hij minister van financiën. Gedurende de Zweeds-Noorse Oorlog diende hij ook als luitenant-generaal, maar hij werd als valselijk beschuldigd van verradersschap en tijdens de Conventie van Moss werd zijn huis ook aangevallen door een bende en moest hij de stad ontvluchten. In 1816 werd hij tijdens een proces onschuldig verklaard.
- Bibsys: 4057977
- International Standard Name Identifier: 0000 0003 6063 3611
- Virtual International Authority File: 224504536